# 630-639
De jaren 630-639 (van de christelijke jaartelling) zijn een decennium in de 7e eeuw.

## Belangrijke gebeurtenissen

### Islam
- 632 : De profeet Mohammed, stichter van de islam, sterft op 62-jarige leeftijd en wordt begraven waar zich nu de Groene Koepel bevindt in Medina. De schoonvader van Mohammed, Aboe Bakr, vader van Aïsja, wordt de eerste kalief of opvolger. Hij is de stichter van het Kalifaat van de Rashidun.
- 633 : Onder leiding van Khalid ibn Walid veroveren de Arabieren Irak.
- 634 : Aboe Bakr sterft en wordt opgevolgd door Omar ibn al-Chattab.
- 636 : Slag bij de Jarmuk. De Byzantijnen verliezen Syria.
- 637 : Khalid ibn Walid verovert Jeruzalem.
- 638 : Khalid ibn Walid valt Armenië en Anatolië binnen.
- 639 : Begin van de verovering van Egypte.

### Byzantijnse Rijk
- 631-632 : De Byzantijnse keizer Herakleios nodigt de Chorvaten, die in Silezië, Galicië en Bohemen wonen, uit, om naar de Balkan te komen. Zij krijgen een gebied tussen de Adriatische Zee en de rivier de Drava, als ze het land zuiveren van de Avaren. Ten oosten van hen mogen de Sorben (Serven) komen wonen.
- 639 : De Byzantijns-Arabische oorlogen zijn voor het Byzantijnse Rijk rampzalig. De Levant is definitief verloren.

### Frankische Rijk
- 639 : Koning Dagobert I sterft. Het Frankische Rijk wordt verdeeld onder zijn twee zonen, Sigibert III krijgt Austrasië, met Pepijn van Landen als hofmeier en Clovis II krijgt Neustrië en het koninkrijk Bourgondië, met Aega als hofmeier.

#### Lage Landen
- 630 : Bisschop Kunibert van Keulen verkrijgt Traiectum (Utrecht) met de bedoeling de Friezen terug te dringen.
- ca. 633-639 : De heilige Amandus sticht de Sint-Amandusabdij op een verhoging aan de monding van een beekje de Elnon in de Skarpe.
- ca. 633-639 : De heilige Audomarus sticht het bisdom Terwaan. De opdracht is de kerstening van Noord-Gallië.

## Heersers

### Europa
- Beieren: Garibald II (ca. 610-640)
- Bulgaren: Koebrat (632-665)
- Byzantijnse Rijk: Herakleios (610-641)
  - exarchaat Ravenna: Isaac (625-643)
- Engeland en Wales
  - East Anglia: Sigeberht I van East Anglia (ca. 630-634), Ecgric (ca. 630-640)
  - Essex: Sigeberht I van Essex (617-653)
  - Gwynedd: Cadwallon ap Cadfan (ca. 625-634), Cadfael ap Cynfedw (634-ca. 655)
  - Kent: Eadbald (616-640)
  - Mercia: Penda (626-653)
  - Northumbria: Edwin (616-633), Eanfrith (Bernicia 633-634), Osric (Deira 633-634), Oswald (634-642)
  - Wessex: Cynegils (611-643)
- Franken: Dagobert I (629-639)
  - Austrasië: Sigibert III (639-656)
  - Neustrië: Clovis II (639-657)
  - Aquitanië: Charibert II (629-632), Chilperik II (632), Boggis (632-660)
  - hofmeier van Austrasië: Pepijn van Landen (623-639)
  - hofmeier van Neustrië: Gundeland (613-639)
- Longobarden: Ariovald (626-636), Rothari (636-652)
  - Benevento: Arechis I (591-641)
  - Spoleto: Theodelap (602-650)
- Rijk van Samo: Samo (ca. 623-658)
- Visigoten: Swinthila (621-631), Sisenand (631-636), Chintila (636-640)

### Azië
- Islam (kalief): Mohammed (622-632), Aboe Bakr (632-634), Omar (634-644)
- Chenla (Cambodia): Isanavarman I (616-635), Bhavavarman II (639-656)
- China (Tang): Tang Taizong (626-649)
- India
  - Chalukya: Pulakesin II (609-642)
  - Pallava: Mahendravarman I (600-630), Narasihavarman I (630-668)
  - Noord-India: Harsha (606-647)
- Japan: Jomei (629-641)
- Korea
  - Koguryo: Yongnyu (618-642)
  - Paekche: Mu (600-641)
  - Silla: Jinpyeong (579-632), Seondeok (632-647)
- Perzië (Sassaniden): Boran (629-630), Hormazd V (630-632), Yazdagird III (632-651)
- Tibet: Songtsen Gampo (ca. 619-641)

### Religie
- paus: Honorius I (625-638), Severinus (638-640)
- patriarch van Alexandrië (Grieks): Georgius I (621-631), Cyrus (631-ca. 643)
- patriarch van Alexandrië (Koptisch): Benjamin I (622-661)
- patriarch van Antiochië (Grieks): Macedonius (628-640)
- patriarch van Antiochië (Syrisch): Athanasius I Gammolo (595-631), Johannes II van de Sedre (631-648)
- patriarch van Constantinopel: Sergius I (610-638), Pyrrhus I (638-641)
- patriarch van Jeruzalem: Zacharias (609-632), Modestus (632-634), Sophronius (634-638), Sergius van Jaffa (638-649)

<< · 630 · 631 · 632 · 633 · 634 · 635 · 636 · 637 · 638 · 639 · >>
<< · 600-609 · 610-619 · 620-629 · 630-639 · 640-649 · 650-659 · 660-669 · 670-679 · 680-689 · 690-699 · >>